# Christiane Rochefort
Christiane Rochefort (Paris, 17 de julho de 1917 - Le Pradet (Var), 24 de abril de 1998) foi uma escritora francesa.
Ela publicou alguns livros utilizando o sobrenome de Dominique Féjos, antes do verdadeiro começo da sua carreira literária com O Repouso do Guerreiro, com 41 anos.

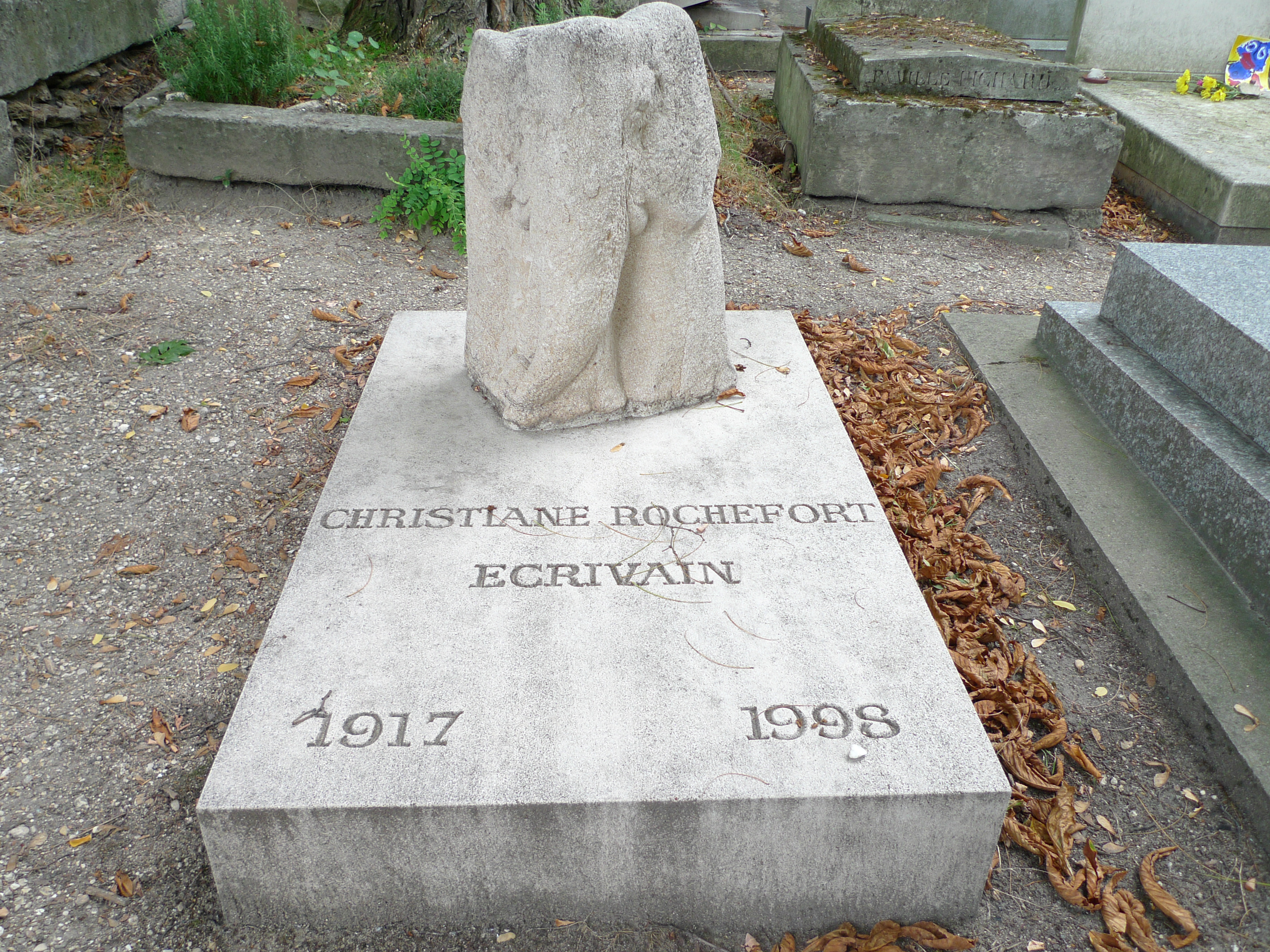
Túmulo de Christiane